# Prostitution en Grèce
La prostitution en Grèce est légale à l'âge de 18 ans et est réglementée. On estime que moins de 1 000 femmes sont légalement employées comme prostituées et qu'environ 20 000 femmes, dont la moitié sont d'origine étrangère et l'autre moitié grecque, se livrent à la prostitution illégale. De nombreuses femmes touchées par la crise économique se sont tournées vers la prostitution du fait de la pauvreté.

## Situation juridique
Les personnes impliquées dans la prostitution ne peuvent travailler que dans des lupanars publics (appelés studios). Les femmes doivent : avoir plus de 18 ans ; être célibataire ; avoir le droit de vivre et de travailler en Grèce ; être exempt d'IST ; ne pas souffrir de maladie mentale ; ne pas avoir de toxicomanie ; et ne pas avoir été reconnues coupables d'homicide, de proxénétisme, de pornographie juvénile, de trafic, de vol ou de chantage. Ils ou elles doivent s'inscrire à la préfecture locale et être muni(e)s d'une carte médicale mise à jour toutes les deux semaines. Les activités sexuelles rémunérées sont totalement autorisées pour les prostituées et constituent une source de revenus importante pour la Grèce.
Les autorités grecques ont décidé de mettre en œuvre une loi de 1999 qui stipule que tous les lupanars doivent avoir un permis. Les permis sont délivrés par l'État. Beaucoup de ces femmes sont d'anciennes prostituées clandestines. Les lupanars doivent être à au moins 200 m des bâtiments publics. Il a été proposé que cela soit réduit à 100 m avant les Jeux olympiques d'Athènes de 2004, mais le gouvernement grec n'a pas donné suite à la proposition.
Le racolage est illégal, mais courant, et le nombre de prostituées de rue augmente. Le proxénétisme est illégal.

## VIH
Entre 2011 et 2015, les infections à VIH ont augmenté de 200 % en Grèce. En avril 2012, après que le taux de VIH ait augmenté de 60% en un an, les autorités d'Athènes ont arrêté de nombreux toxicomanes et prostituées ; et ont fait effectuer un dépistage du VIH sur ces personnes.
L'utilisation du préservatif entre les professionnelles du sexe et les clients est faible (estimée à 4,7 % par l'ONUSIDA. Cela augmente le risque de transmission du VIH et d'autres IST.

## Trafic sexuel
La Grèce est une destination, un transit et, dans une très faible mesure, un pays d'origine pour les femmes et les enfants victimes de trafic sexuel. Les trafiquants soumettent des femmes et des enfants d'Europe orientale et méridionale, d'Asie du Sud et centrale, de Chine, de Géorgie, du Nigéria et de Russie au trafic sexuel dans des bordels non autorisés, dans la rue, dans des clubs de striptease, dans des salons de massage et dans des hôtels. L'augmentation du nombre d'enfants migrants non accompagnés en Grèce a augmenté le nombre d'enfants susceptibles d'être exploités. Certains agents publics ont fait l'objet d'une enquête pour implication présumée dans la traite des êtres humains.
La loi 3064/2002 et le décret présidentiel 233/2003 interdisent à la fois le trafic sexuel et le travail forcé et prescrivent des peines allant jusqu'à 10 ans d'emprisonnement. La police a enquêté sur 18 cas de trafic sexuel en 2015 (26 en 2015). Le gouvernement a poursuivi 25 accusés pour trafic sexuel en 2016 (97 en 2015). Le gouvernement a intensifié ses efforts de protection des victimes. La police a identifié 26 victimes de la traite sexuelle, dont cinq enfants, contre 34 en 2015.
En 2016, la Grèce a continué de connaître une vague de migration en provenance du Moyen-Orient, d'Afrique et d'Asie du Sud, composée d'un mélange de demandeurs d'asile, de réfugiés potentiels, de migrants économiques et de populations vulnérables à la traite, entre autres. Une organisation internationale a estimé que la Grèce avait accueilli plus de 170 000 migrants et demandeurs d'asile en 2016 ; certaines de ces personnes, tels que les enfants non accompagnés et les femmes célibataires, sont très vulnérables à la traite. Les enfants non accompagnés, originaires principalement d'Afghanistan, se livrent à des activités sexuelles de survie et sont vulnérables à la traite. Les recruteurs ciblent les migrants dans les camps de réfugiés de leur propre pays. On pense que la plupart des migrants et des demandeurs d'asile dépendent des passeurs à un moment donné de leur voyage et, dans certains cas, sont contraints à l'exploitation à leur arrivée en Grèce.
Le Bureau de surveillance et de lutte contre la traite des personnes du département d'État des États-Unis classe la Grèce parmi les pays de « niveau 2 ».